# Hans Möbius
Hans Paul Werner Möbius (* 2. Februar 1895 in Frankfurt am Main; † 28. November 1977 in Bad Homburg vor der Höhe) war ein deutscher Klassischer Archäologe.

## Leben
Hans Möbius entstammte einer alten Familie von Gelehrten und konnte seine Vorfahren bis auf Martin Luther zurückführen. Sein Vater war der Botaniker Martin Möbius, seine Mutter war eine Cousine von Hans Dragendorff, der den weiteren Weg von Möbius maßgeblich mitbestimmte. Von 1904 bis zum Abitur 1913 besuchte er das Lessing-Gymnasium in Frankfurt. Er begann sein Studium im Sommersemester 1913 an der Universität Freiburg, wo Ernst Fabricius, Eduard Schwartz und Hermann Thiersch seine Lehrer wurden. Zum Wintersemester 1913/14 wechselte er an die Universität Berlin, wo er u. a. bei Eduard Meyer, Ulrich von Wilamowitz-Moellendorff und Georg Loeschcke hörte. Zu seinen Mitstudenten dieser Zeit gehörten Gerhart Rodenwaldt, Bernhard Schweitzer, Valentin Müller und Gerhard Krahmer. Das Studium wurde vom Militärdienst im Ersten Weltkrieg 1915 bis 1918 unterbrochen. Danach beendete er sein Studium an der Universität Marburg, wo Paul Jacobsthal nicht nur Lehrer, sondern auch väterlicher Freund wurde. Die Promotion erfolgte 1921 bei Jacobsthal mit der Arbeit Über Form und Bedeutung der sitzenden Gestalt in der Kunst des Orients und der Griechen. Schon in seiner Dissertation deutete er seine späteren Fähigkeiten an, den gesamten Raum des Altertums vom Alten Orient bis zur Spätantike zu erfassen.
Nach dem Studium ging 1921 Möbius nach Griechenland, wo er Hilfsassistent von Ernst Buschor wurde, 1921 bis 1925 verdiente er sein Geld als Lehrer an der Deutschen Schule in Athen, 1925 war er Stipendiat der Notgemeinschaft der Deutschen Wissenschaft und schließlich 1927 Assistent an der Abteilung Athen des Deutschen Archäologischen Instituts. In der Athener Zeit freundete er sich mit Carl Blümel, Hans Diepolder, Emil Kunze, Walther Wrede und Christos Karusos an. Er beschäftigte sich zu dieser Zeit vor allem mit den Ornamenten auf griechischen Grabstelen. 1928 kehrte er nach Deutschland zurück und wurde in Nachfolge von Johannes Boehlau Kustos an den Staatlichen Kunstsammlungen Kassel. Hier machte er sich nicht nur um die archäologische Sammlung verdient, sondern befasste sich auch mit der Vorgeschichte, Medaillen und Münzen des 17. Jahrhunderts und einem Gemälde aus der Zeit um 1600. Hauptsächlich forschte er jedoch zur antiken Kunst von der archaischen bis in die provinzialrömische Periode. Besonders verbunden ist sein Name mit der Einrichtung der Antikensammlung im Landgrafenmuseum im Jahr 1935. Dort konnte er für kurze Zeit nicht nur die Kasseler Antikenbestände, sondern auch Teile der Antikensammlung des Prinzen Philipp von Hessen präsentieren.

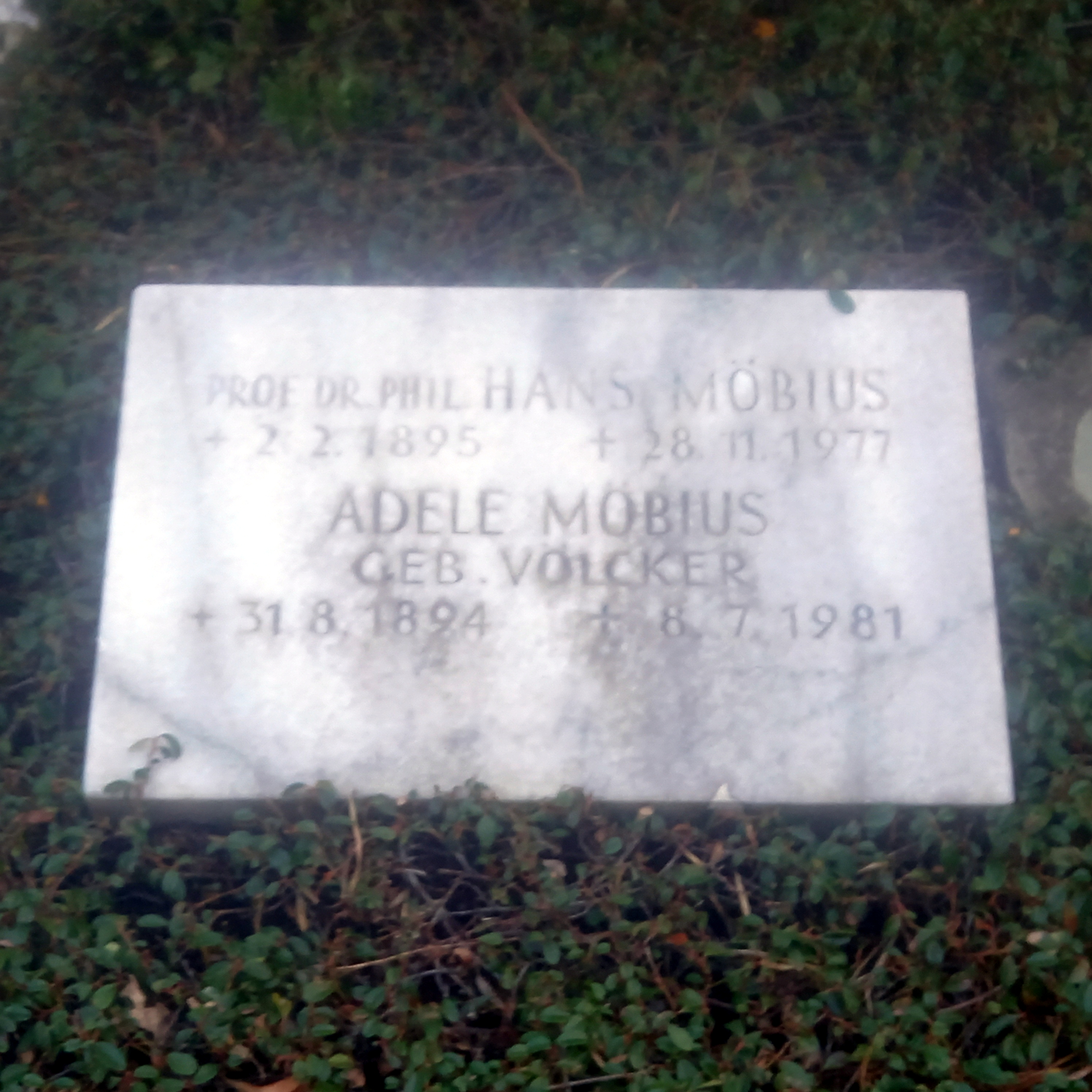
Das Grab von Hans Möbius und seiner Ehefrau Adele geborene Völcker auf dem Hauptfriedhof (Frankfurt am Main)

Hans Möbius habilitierte sich 1929 bei Jacobsthal in Marburg und lehrte dort als Privatdozent. Im Wintersemester 1933/34 vertrat er an der Universität Gießen die Professur der von den Nationalsozialisten aus ihrem Amte entfernten Margarete Bieber, bevor Walter-Herwig Schuchhardt die Professur 1934 übernahm. Nachdem Jacobsthal 1935 nach England emigrierte, stand Möbius in Marburg insbesondere Gero von Merhart nahe. 1939 wurde er in Marburg zum nichtbeamteten außerordentlichen Professor, 1940 zum außerplanmäßigen Professor ernannt. Zum 1. Dezember 1941 wurde er zunächst kommissarisch, zum 1. Juni 1942 offiziell in Nachfolge von Reinhard Herbig zum ordentlichen Professor für Klassische Archäologie an die Universität Würzburg ernannt. Damit verbunden war auch die Leitung der Antikensammlung des Martin von Wagner Museums. 
Möbius beantragte am 18. November 1937 die Aufnahme in die NSDAP und wurde rückwirkend zum 1. Mai desselben Jahres aufgenommen (Mitgliedsnummer 5.699.689). Im Zweiten Weltkrieg war er von Juli 1941 bis Juli 1944 als Kunstschutzoffizier im Range eines Kriegsverwaltungsoberrats (Oberleutnants) in Paris stationiert. In dieser Zeit kaufte er sowohl für die Sammlungen in Kassel wie in Würzburg Kunstwerk an, von denen die meisten nach dem Krieg nach Frankreich zurückgegeben wurden. Zum 7. August 1944 nahm er seinen Dienst an der Universität Würzburg wieder auf. Am 11. August 1945 wurde er seines Amtes enthoben, Ende des Jahres jedoch wieder eingestellt. Am 21. Januar 1948 wurde er im Spruchkammerverfahren als „Mitläufer“ eingestuft, nach einem Widerspruchsverfahren jedoch als „Entlasteter“ eingestuft.
Er widmete sich nach dem Krieg als Vorstand des Seminars für Klassische Archäologie mit Unterstützung seines Assistenten Wolfgang Züchner dem Wiederaufbau des Würzburger Instituts und des Martin von Wagner Museums in der Domerschulgasse 16. Das Museum konnte 1963, nunmehr im Südflügel der Würzburger Residenz, wieder eröffnet werden. Auch in seiner Würzburger Zeit forschte Möbius weiter zu griechischen Grabreliefs. Seit 1946 gab er im Auftrag des Deutschen Archäologischen Instituts die Manuskripte Ernst Pfuhls zu den ostgriechischen Grabreliefs heraus, konnte sich dieser Arbeit jedoch erst seit seiner Emeritierung 1965 an seinem letzten Wohnsitz in Bad Homburg vor der Höhe widmen. Kurz vor der Vollendung des zweiten Bandes verstarb Möbius. In seinen letzten Jahren beschäftigte er sich vermehrt mit der antiken Glyptik. 

## Ehrungen
- 1924 korrespondierendes, 1928 ordentliches Mitglied des Deutschen Archäologischen Instituts
- 1961 ordentliches, 1968 korrespondierendes Mitglied der Bayerischen Akademie der Wissenschaften, dort 1962 bis 1967 Vorsitzender der Kommission für den Corpus Vasorum Antiquorum Deutschland

## Schriften (Auswahl)
- Über Form und Bedeutung der sitzenden Gestalt in der Kunst des Orients und der Griechen. In: Mitteilungen des Deutschen Archäologischen Instituts. Athenische Abteilung. Band 41, 1916 [1926], S. 119–219 (= Dissertation; Digitalisat).
- Die Ornamente der griechischen Grabstelen klassischer und nachklassischer Zeit. Keller, Berlin 1929; 2., um Nachträge und Register vermehrte Auflage: Fink, München 1968.
- Antike Kunstwerke aus dem Martin von Wagner-Museum. Erwerbungen 1945–1961. Martin von Wagner-Museum/Wasmuth, Würzburg/Berlin 1962.
- Alexandria und Rom. Verlag der Bayerischen Akademie der Wissenschaften/C. H. Beck, München 1964 (= Abhandlungen der Bayerischen Akademie der Wissenschaften, Philosophisch-Historische Klasse, N.F., H. 59).
- Die Reliefs der Portlandvase und das antike Dreifigurenbild. Verlag der Bayerischen Akademie der Wissenschaften/C. H. Beck, München 1965 (= Abhandlungen der Bayerischen Akademie der Wissenschaften, Philosophisch-Historische Klasse, N.F., H. 61).
- Studia varia. Aufsätze zur Kunst und Kultur der Antike. Mit Nachträgen. Herausgegeben von Wolfgang Schiering. Steiner, Wiesbaden 1967 (mit Schriftenverzeichnis).
- mit Ernst Pfuhl: Die ostgriechischen Grabreliefs. 2 Bände. Zabern, Mainz 1977–1979.